# تپه تکه داشی
تپه تکه داشی مربوط به هزاره اول قبل از میلاد است و در شهرستان کلیبر، بخش مرکزی، دهستان پیغام چایی، روستای تازه کند واقع شده و این اثر در تاریخ ۲۷ بهمن ۱۳۸۷ با شمارهٔ ثبت ۲۴۷۶۲ به‌عنوان یکی از آثار ملی ایران به ثبت رسیده‌است.